# Álvaro de Arriba
Álvaro de Arriba López (Salamanca, 2 giugno 1994) è un mezzofondista spagnolo, specializzato negli 800 metri piani.

## Biografia
Rappresenta la Spagna ai mondiali indoor 2016, fermandosi però alle batterie con un tempo di 1'52"60.
A luglio ottiene il settimo posto agli europei di Amsterdam 2016 grazie a una prestazione di 1'47"58, distante oltre due secondi dalla zona podio.
Un mese dopo partecipa ai Giochi olimpici di Rio de Janeiro 2016, senza tuttavia superare il turno di qualificazione.
Nel marzo 2017 vola a Belgrado in occasione degli europei indoor di quell'anno, dove ha l'occasione di fregiarsi di un bronzo in 1'49"68, dietro al polacco Adam Kszczot (1'48"87) e al danese Andreas Bube (1'49"32).
Ad agosto prende parte ai mondiali di Londra 2017, arrivando sino alle semifinali.

## Progressione

### 800 metri piani outdoor
| Stagione | Tempo   | Luogo       | Data      | Rank. Mond. |
| -------- | ------- | ----------- | --------- | ----------- |
| 2017     | 1'45"06 | Madrid      | 14-7-2017 |             |
| 2016     | 1'45"93 | Madrid      | 23-6-2016 |             |
| 2014     | 1'49"64 | Madrid      | 19-7-2014 |             |
| 2013     | 1'49"82 | Majadahonda | 3-7-2013  |             |

### 800 metri piani indoor
| Stagione | Tempo   | Luogo    | Data      | Rank. Mond. |
| -------- | ------- | -------- | --------- | ----------- |
| 2017     | 1'47"53 | Valencia | 10-2-2017 |             |
| 2016     | 1'46"63 | Valencia | 13-2-2016 |             |

## Palmarès
| Anno | Manifestazione             | Sede           | Evento      | Risultato  | Prestazione | Note |
| ---- | -------------------------- | -------------- | ----------- | ---------- | ----------- | ---- |
| 2013 | Europei juniores           | Rieti          | 800 m piani | Semifinale | 1'50"97     |      |
| 2014 | Campionati ibero-americani | San Paolo      | 800 m piani | 5º         | 1'47"50     |      |
| 2015 | Europei under 23           | Tallinn        | 800 m piani | Semifinale | 1'50"37     |      |
| 2016 | Mondiali indoor            | Portland       | 800 m piani | Batteria   | 1'52"60     |      |
| 2016 | Europei                    | Amsterdam      | 800 m piani | 7º         | 1'47"58     |      |
| 2016 | Giochi olimpici            | Rio de Janeiro | 800 m piani | Batteria   | 1'46"86     |      |
| 2017 | Europei indoor             | Belgrado       | 800 m piani | Bronzo     | 1'49"68     |      |
| 2017 | Mondiali                   | Londra         | 800 m piani | Semifinale | 1'46"64     |      |
| 2018 | Mondiali indoor            | Birmingham     | 800 m piani | 5º         | 1'48"51     |      |
| 2018 | Giochi del Mediterraneo    | Tarragona      | 800 m piani | Oro        | 1'47"43     |      |
| 2018 | Europei                    | Berlino        | 800 m piani | 7º         | 1'46"41     |      |
| 2019 | Europei indoor             | Glasgow        | 800 m piani | Oro        | 1'46"83     |      |
| 2019 | Mondiali                   | Doha           | 800 m piani | Semifinale | 1'46"09     |      |
| 2021 | Europei indoor             | Toruń          | 800 m piani | Batteria   | 1'49"99     |      |
| 2022 | Mondiali indoor            | Belgrado       | 800 m piani | 4°         | 1'46"58     |      |
| 2022 | Mondiali                   | Eugene         | 800 m piani | Semifinale | 1'46"30     |      |
| 2022 | Europei                    | Monaco         | 800 m piani | Batteria   | 1'47"94     |      |
| 2024 | Europei                    | Roma           | 800 m piani | 4°         | 1'45"64     |      |
| 2025 | Europei indoor             | Apeldoorn      | 800 m piani | Batteria   | 1'48"40     |      |
| 2025 | Mondiali indoor            | Nanchino       | 800 m piani | Semifinale | 1'47"58     |      |